# 대전갑천초등학교
대전갑천초등학교는 대한민국 대전광역시 서구 월평동에 있는 공립 초등학교이다.

## 학교 연혁
- 1992년 5월 8일 대전갑천국민학교로 설립인가
- 1993년 9월 1일 대전갑천국민학교 개교(23학급 편성)
- 1994년 2월 8일 제1회 졸업(210명)
- 1994년 9월 1일 38학급 편성(성천국교로 5학급 분리)
- 1996년 3월 1일 대전갑천초등학교로 교명 변경
- 1997년 1월 7일 학교급식 조리실 완공
- 2010년 4월 19일 학교 급식실 완공
- 2012년 9월 27일 다목적강당 신축 및 여자농구부 창단
- 2013년 3월 13일 운동장 생활체육시설사업 준공
- 2014년 10월 17일 여자농구부 합숙소 증축
- 2015년 6월 30일 방화스크린 교체
- 2016년 2월 1일 교실·복도 대수선 공사
- 2018년 10월 24일 교통안전 벽화그리기 대상 학교 선정
- 2018년 11월 15일 학교주변 보행로 설치
- 2020년 9월 1일 온라인스튜디오 구축 및 과학실 현대화 사업
- 2020년 9월 30일 학교 외벽 보수공사 및 주차장 포장, 배수로 공사
- 2021년 2월 15일 제28회 졸업(6,946명)
- 2021년 3월 1일 33학급(일반32, 특수1)

## 학교 상징
- 교화 - 장미 : 사랑, 맑고 깨끗함, 품위와 아름다움
- 교목 - 소나무 : 초록의 군자, 씩씩한 기상, 절개와 의지

## 참고 자료
- 대전갑천초등학교 - 한국교육학술정보원 학교알리미